# ダン・アティアス
ダニエル・アティアス（英語: Daniel Attias, 1951年12月4日 - ）は、アメリカ合衆国のてテレビ監督、プロデューサーである。

## 人物
キャリアは30年以上に及び、『特捜刑事マイアミ・バイス』、『ビバリーヒルズ高校白書』などの数々の人気番組を監督した。HBOで頻繁に活動しており、『ザ・ソプラノズ 哀愁のマフィア』、『THE WIRE/ザ・ワイヤー』、『シックス・フィート・アンダー』、『アントラージュ★オレたちのハリウッド』、『デッドウッド 〜銃とSEXとワイルドタウン』のエピソードを監督した。『アントラージュ★オレたちのハリウッド』により2度エミー賞にノミネートされた。

## 主な監督作品

### 映画
- 死霊の牙 Silver Bullet (1985)

### テレビシリーズ
- ザ・ソプラノズ 哀愁のマフィア The Sopranos (1999-2002)
  - 第1シーズン第2話「受難（英語版）」[2]
  - 第3シーズン第9話「密会（英語版）」[3]
  - 第4シーズン第8話「代償（英語版）」[4]
- バフィー 〜恋する十字架〜 Buffy the Vampire Slayer (2000-2001)
  - 第5シーズン第8話「影」
  - 第5シーズン第14話「クラッシュ」
- エイリアス Alias (2001-2005)
  - 第1シーズン第6話「母の死の秘密」
  - 第1シーズン第20話「第2の小瓶」
  - 第2シーズン第3話「暗号の旋律」
  - 第2シーズン第7話「スローン暗殺計画」
  - 第3シーズン第2話「秘密組織コヴナント」
  - 第3シーズン第8話「シドニーの弱点」
  - 第4シーズン第8話「宿敵の復活（前編）」
- CSI:マイアミ CSI: Miami (2002)
  - 第1シーズン第9話「狙撃者 静なる殺し」
- シックス・フィート・アンダー Six Feet Under (2002-2005)
  - 第2シーズン第7話「咆哮」[5]
  - 第3シーズン第8話「信仰」[6]
  - 第3シーズン第11話「失踪」[7]
  - 第4シーズン第2話「本音」[8]
  - 第4シーズン第8話「往来」[9]
  - 第5シーズン第2話「違和」[10]
- THE WIRE/ザ・ワイヤー The Wire (2003-2008)
  - 第2シーズン第8話「ダック・アンド・カバー（英語版）」[11]
  - 第3シーズン第5話「表と裏（英語版）」[12]
  - 第4シーズン第6話「接戦（英語版）」[13]
  - 第5シーズン第4話「移行（英語版）」[14]
- アントラージュ★オレたちのハリウッド Entourage (2004-2011)
  - 第1シーズン第4話「みんなで初デート」
  - 第2シーズン第5話「隣人はボブ・サゲット」
  - 第2シーズン第8話「アクアガールは元カノ?」 プライムタイム・エミー賞コメディシリーズ監督賞ノミネート
  - 第2シーズン第11話「10万ドルのプレゼント」
  - 第2シーズン第12話「スターが恋に溺れる時」
  - 第3シーズン第16話「これってドッキリ?」
  - 第3シーズン第17話「別れはいつも突然に」
  - 第4シーズン第11話「No Cannes Do」 プライムタイム・エミー賞コメディシリーズ監督賞ノミネート
  - 第7シーズン第5話「魔性の女」
  - 第8シーズン第3話「One Last Shot」
- LOST Lost (2005-2010)
  - 第1シーズン第18話「数字（英語版）」
  - 第6シーズン第12話「ヒューゴの導き（英語版）」
- Dr.HOUSE House (2005-2011)
  - 第1シーズン第10話「身元不明の女」
  - 第2シーズン第1話「命の重み」
  - 第2シーズン第3話「失われた右手」
  - 第2シーズン第12話「検査法」
  - 第3シーズン第7話「目覚めた患者」
  - 第5シーズン第19話「閉じ込められた心」
  - 第7シーズン第2話「スケボー少女」
- デッドウッド 〜銃とSEXとワイルドタウン Deadwood (2006)
  - 第3シーズン第2話「ハーストの攻撃」[15]
- ダメージ Damages (2007)
  - 第1シーズン第7話「マインド・ゲーム」
- HEROES Heroes (2007-2008)
  - 第2シーズン第7話「ウイルス」
  - 第3シーズン第6話「死にゆく光」
- Friday Night Lights (2008)
  - 第2シーズン第11話「Jumping the Gun」
- トレメ/ニューオーリンズのキセキ (2010)
  - 第1シーズン第9話「Wish Someone Would Care」
- THE KILLING 〜闇に眠る美少女 The Killing (2011-2013)
  - 第1シーズン第8話「捜査妨害（英語版）」
  - 第2シーズン第2話「挑発（英語版）」
  - 第3シーズン第5話「Scared and Running」
  - 第3シーズン第12話「The Road to Hamelin」
- HOMELAND Homeland (2011-2012,2014)
  - 第1シーズン第3話「罪なき者の声（英語版）」
  - 第2シーズン第9話「2つの顔（英語版）」
  - 第4シーズン第10話「大使館襲撃（英語版）」
  - 第7シーズン第10話「決断」
  - 第8シーズン第9話
- SMASH Smash (2012)
  - 第1シーズン第6話「恋の作用」
- ウォーキング・デッド The Walking Dead (2012)
  - 第3シーズン第6話「届かぬ想い（英語版）」
- ジ・アメリカンズ The Americans (2014-2017)
  - 第2シーズン第5話「交換条件」
  - 第3シーズン第8話
  - 第4シーズン第7話
  - 第5シーズン第9話
  - 第6シーズン第3話
- ザ・ボーイズ The Boys (2019)
  - 第1シーズン第7話
- マーベラス・ミセス・メイゼル (2019)
  - 第3シーズン第2話